# Международная ассоциация пилотов
Международная ассоциация пилотов (ALPA) — крупнейший профессиональный союз пилотов в мире, членами которого являются более 51 000 пилотов из 31 американских и канадских авиакомпаний. ALPA была основана в 1931 году как член AFL-CIO и Канадского трудового конгресса, также является членом IFALPA.

## Члены профсоюза
- Air Transat
- Air Transport International
- Air Wisconsin
- Alaska Airlines
- Atlantic Southeast Airlines
- Bearskin Airlines
- Calm Air
- CanJet
- Canadian North
- CommutAir
- Compass Airlines
- Continental Airlines
- Delta Air Lines
- Pinnacle Airlines
- Envoy Air
- FedEx Express
- First Air
- Hawaiian Airlines
- Island Air
- Air Canada Jazz
- JetBlue Airways
- Kelowna Flightcraft Ltd.
- Mesa Air Group
- Piedmont Airlines
- PSA Airlines
- Spirit Airlines
- Sun Country Airlines
- Trans States Airlines
- United Airlines
- Wasaya Airways

## Другие профсоюзы в США и Канаде
Некоторые авиакомпании имеют свои профессиональные союзы:
- American Airlines: Allied Pilots Association
- Southwest Airlines: Southwest Airlines Pilot Association
- UPS Airlines: Independent Pilots Association